# Phare de Manistique

Le phare de Manistique (en anglais : Manistique East Breakwater Light), est un phare du lac Michigan situé sur le brise-lames est du port de Manistique du Comté de Schoolcraft, Michigan.
Ce phare est inscrit au Registre national des lieux historiques depuis le 6 septembre 2005 sous le n° 05000980 .

## Historique
Au début du XXe siècle, Manistique était une ville en plein essor, avec du bois et de la fonte en provenance du port quotidiennement. Cependant, le port lui-même n'était que peu protégé par des piliers en bois construits à l'origine dans les années 1870. En 1910, les dirigeants de Manistique ont réussi à convaincre le gouvernement fédéral de l'importance financière du port, et un expert du Corps du génie de l'armée des États-Unis a été envoyé à Manistique pour élaborer des plans pour une structure de brise-lames en béton. Le contrat de construction des brise-lames a été attribué à la Greiling Brothers Company, et la construction a commencé en 1910.
En même temps, George Putnam, le nouveau commissaire aux phares, a recommandé l'installation de lumières sur le brise-lames. En 1912, le service des phares a érigé des feux d'alignement temporaires sur l'un des brise-lames. Le financement des lumières permanentes a été approuvé en 1913 et, en 1914, les lumières permanentes du brise-lames ouest étaient terminées. Le brise-lames est lui-même n'a pas été achevé avant 1915, date à laquelle les travaux ont commencé sur le feu du brise-lames est et la maison d'un gardien de station au pied du brise-lames. La construction a été achevée en août et la nouvelle lumière a été allumée le 17 août 1916.
À mesure que le siècle avançait, l'importance de Manistique en tant que port diminuait. La lumière a été automatisée en 1969 et la lentille de Fresnel du quatrième ordre d'origine a été remplacée par une optique acrylique Tideland Signal (en) de 12 pouces (300 mm). La Lentille de Fresnel est exposée au Wisconsin Maritime Museum . En 2000, le Corps of Engineers a remplacé le brise-lames en béton par un enrochement.

## Actuellement
En 2012, des efforts ont été déployés en vertu de la National Historic Lighthouse Preservation Act (en) de 2000 pour transférer gratuitement le phare à une entité admissible. Une vente aux enchères a pris fin le 15 juillet 2013 et le phare a été acheté par un particulier.
Le feu du brise-lames est de Manistique  est une tour de plan carré d'environ 38 pieds de haut sur une fondation en béton coulé. La tour est faite de plaques d'acier préfabriquées boulonnées ensemble et décalées à la fondation. Il est surmonté d'une galerie carrée avec une lanterne décagonale en fonte qui contenait une lentille Fresnel rouge fixe du quatrième ordre à alimentation électrique.

## Description
Le phare  est une tour pyramidale en tôle de 11 m de haut, avec une galerie et une lanterne décagonale en fonte. La tour est totalement peinte en rouge vif.
Son feu isophase émet, à une hauteur focale de 15 m, une lumière rouge de trois secondes  par période de 6 secondes. Sa portée est de 10 milles nautiques (environ 19 km). Il est équipé d'une corne de brume à diaphone émettant un souffle par période de 30 secondes, au besoin.

## Caractéristiques dufeu maritime
Fréquence : 6 secondes (R)
- Lumière : 3 secondes
- Obscurité : 3 secondes

Identifiant : ARLHS : USA-469 ; USCG :  7-21475 .

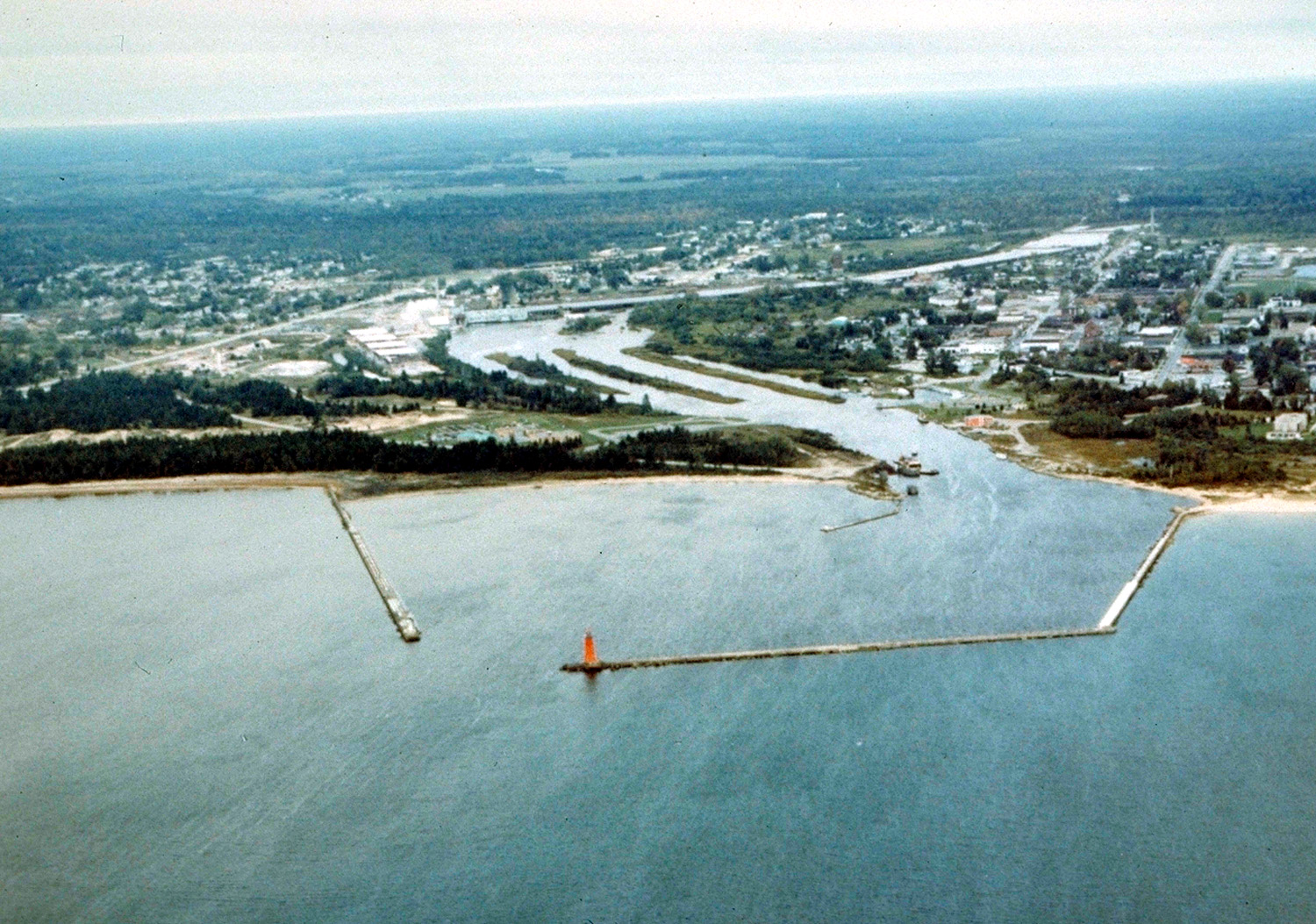
Le port de Manistique
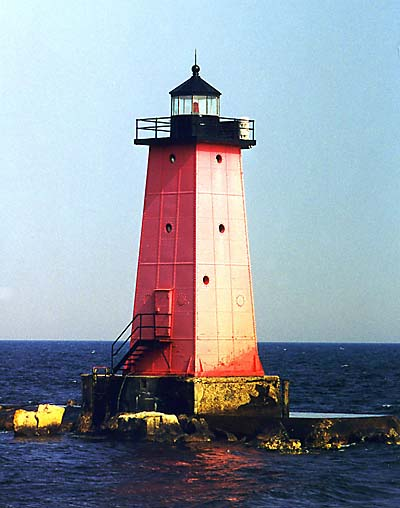
Le phare

### Lien connexe
- Liste des phares au Michigan